# Lenard Lancero
Lenard Rigel Lancero (* 2. Juli 1995) ist ein philippinischer Eishockeyspieler, der seit 2022 bei den Manila Bearcats in der philippinischen Liga spielt.

## Karriere
Lenard Lancero spielte zu Beginn seiner Karriere in der Manila Ice Hockey League für die Manila Cricket Lighters, die Manila Sharps und die Manila Griffins. 2018 wechselte er zu Manila Bay Lightning in die höherklassige philippinische Eishockeyliga. Nachdem er 2019/20 für die Philippine Eagles aktiv war, steht er seit 2022 bei den Manila Bearcats auf dem Eis.

### International
Für die philippinische Nationalmannschaft spielte Lancero erstmals bei den Winter-Asienspielen 2017, wo die Mannschaft den dritten Platz in der Division II erreichte. Es folgten Teilnahmen beim IIHF Challenge Cup of Asia 2018, als er zum besten Spieler seiner Mannschaft gewählt wurde, und 2019. Bei den Südostasienspielen 2017 gelang ihm mit den Philippinen der Sieg, während es 2019 zur Bronzemedaille reichte.
ei der Weltmeisterschaft 2023 in der Division IV, trug er mit der besten Plus/Minus-Bilanz maßgeblich zum Aufstieg in die Division III bei. Dort spielte er bei der Weltmeisterschaft 2024.

## Erfolge und Auszeichnungen
| - 2017 Goldmedaille bei den Südostasienspielen - 2018 Bronzemedaille beim IIHF Challenge Cup of Asia - 2019 Silbermedaille beim IIHF Challenge Cup of Asia | - 2019 Bronzemedaille bei den Südostasienspielen - 2023 Aufstieg in die Division III, Gruppe B, bei der Weltmeisterschaft der Division IV - 2023 Beste Plus/Minus-Bilanz der Weltmeisterschaft der Division IV |